# Carrefour
For byen i Haiti med samme navn, se Carrefour (Haiti).
Carrefour er en fransk hypermarkedskæde, der indgår i Groupe Carrefour-koncernen. Carrefour findes primært i Europa men også i Sydamerika, Oceanien og i Asien. Ved udgangen af 2009 havde Carrefour-kæden i alt 1.395 varehuse, som var fordelt over hele verden. Flest Carrefour-varehuse er der i Frankrig (218), Kina (184), Spanien (161) og Brasilien (150).